# 進祐哉
進 祐哉（すすむ ゆうや、1984年1月14日 - ）は、日本の男性プロレスラー。岡山県笠岡市出身。血液型O型。

## 来歴
2003年12月14日、広島県福山市のレッスルゲートで、本名の進祐哉のリングネームでデビュー。その後、リングネームをSUSUMUに改称。
2012年7月27日、天龍プロジェクトに覆面レスラー「ドラゴンJOKER」として出場。以降、天龍プロジェクトのリングではドラゴンJOKERとして出場。
2013年5月2日付けでFREEDOMSに入団。
2015年3月よりSUSUMUから本名の進祐哉に再改名する。
2015年11月15日、天龍プロジェクト東京両国国技館大会にてドラゴンJOKERとしての試合後に覆面を脱ぎ、素顔を明かすとともに、ドラゴンJOKERとしての活動終了を宣言。
2016年1月よりメキシコのプロレス団体のDTUに参戦するため約2週間の遠征を行う。
2017年はIGFの「NEW」第2シリーズに参戦した。
2020年12月1日、鈴木鼓太郎のパートナーとして覆面レスラー『サルバヘ・デ・オリエンテ』のリングネームでプロレスリング・ノアに参戦。同年12月6日GHCジュニアヘビー級タッグ王座に挑戦するが、鈴木を裏切り王者チームである小川良成＆HAYATAと結託し、覆面を脱ぎ自ら進祐哉であることを明かし、小川・HAYATAのチーム『STINGER』に加入する。
2022年3月18日、3月31日付でプロレスリングFREEDOMSの退団を発表した。

## 特徴
- デスマッチ団体に籍を置きながらも、格闘志向は生粋のレスリング。2015年7月に行われた24時間プロレスでは深夜26時台に竹田誠志の持つKFC王座に挑戦。濃密な試合は話題を呼んだ[3]。
- 2015年からは勝村周一朗プロデュースの月闘にも参戦。ブラジリアン柔術家・篠宮敏久との対戦は好評価を得た[4]。
- 好みのタイプは年上の熟女。熟女ではないが星ハム子に思いを寄せていてセコンドについたこともある。

## タイトル歴
プロレスリングFREEDOMS
- UWA世界ジュニアヘビー級王座（第31代、第33代、第35代）
- KING of FREEDOM WORLD TAG王座（第5代 w/ バッファロー、第11代 w/ HAYATA）

プロレスリング華☆激
- 博多タッグ王座（第7代 w/ SEIKI）

プロレスリング・ノア
- GHCジュニアヘビー級タッグ王座（第44代・第48代 w/ 吉岡世起）

DRAGON GATE
- オープン・ザ・トライアングルゲート王座（第79代 w/ 小川良成&吉岡世起）

天龍プロジェクト
- WAR世界6人タッグ王座 (第27代　w/パートナーは、河野真幸＆拳剛)
- インターナショナルジュニアヘビー級王座（第25代）
- インターナショナルジュニアヘビー級タッグ王座（第24代 w/ 矢野啓太）

## 得意技
フロント・クラッシュ
リバース・フルネルソンの体勢で捕らえた相手をマットと垂直になるまで担ぎ上げ、そこから前方に落とすと同時に背面からマットに倒れ込み、突き出した両膝に相手の顔面を打ち付けるダブルアーム式・変形コード・ブレイカー。
クロスフェイスロック
フィニッシュ技の1つで様々な入り方がある。
バズソーキック
フロントキック
河津落とし
スワンダイブスプラッシュ
CAクラッチ
サンマロール
腕ひしぎ逆十字固め

## 入場曲
- 1sec.（10-FEET）
- Stompbox（The Qemists）

## テレビ出演
- 幸せ追求バラエティ 金曜日の聞きたい女たち（フジテレビ）